# Чёрная стрела (ракета-носитель)
Блэк эрроу (англ. Black Arrow — Чёрная стрела) — первая и единственная британская 3-ступенчатая ракета-носитель. Разработана фирмой Bristol Siddeley Engines.
Ракета предназначена для выведения полезной нагрузки массой порядка 100 кг на полярную околоземную орбиту высотой 500 км. Стартовая масса ракеты 18 т, длина — 13,2 м, максимальный диаметр 2 м. Единственный удачный пуск был произведён 28 октября 1971 года с космодрома Вумера, когда был выведен на орбиту английский искусственный спутник Земли «Просперо». Данный запуск для Великобритании стал единственным «полностью национальным», выполненным без посторонней помощи.
Ракета использовала уникальную топливную пару, не применявшуюся больше ни на одной из космических ракет-носителей — окислителем служил 85 % пероксид водорода, а горючим — керосин. Пероксид водорода применяется на других ракетах только как вспомогательный компонент, для привода турбонасосного агрегата. Третья ступень ракеты была твердотопливной и стабилизировалась вращением.